# Lymire albipennis
Lymire albipennis är en fjärilsart som beskrevs av Herrich-Schäffer 1866. Lymire albipennis ingår i släktet Lymire och familjen björnspinnare. Inga underarter finns listade i Catalogue of Life.